# Аљбион Рахмани
Аљбион Рахмани (алб. Albion Rrahmani; Подујево, 31. август 2000) албански је фудбалер са Косова и Метохије који тренутно наступа за Спарту из Прага. Игра на позицији нападача.

## Успеси
Балкани
- Суперлига Косова (2) : 2021/22, 2022/23.[2]
- Суперкуп Косова  (1) : 2023.[3]

Појединачни
- Најбољи стрелац Супеллиге Косова: 2022/23.[4]
- Играч месеца у Првој лиги Румуније: фебруар 2024.[5]